# 마일즈 오키프
마일스 오키프(Miles O'Keeffe, 1954년 6월 20일 ~ )는 미국의 배우, 영화 제작자이다.

## 영화
- The Unknown (2005) - 에드 잰저 역
- 블러드 앤 호노 (2000년) - Col. 에반스 역
- 페이탈 컨플리트 (2000년)
- 무빙 타겟 (1998년)
- 데인저 포스 (1998년)
- 데드 타이즈 (1997년)
- 트루 벤젼스 (1997년)
- 타잔: 더 레거시 오브 에드거 라이스 버로스 (1996년)
- 포카혼타스 (1995년)
- 마크 맨 (1995년)
- 제로 타겟 (1994년)
- 싸일런트 헌터 (1994년)
- 장미의 표적 (1993년)
- 원죄의 밤 (1993년)
- 리렌트리스 2 - FBI의 음모 (1991년)
- 도박사 트레이시 (1991년)
- 레인저 (1990년)
- 보복의 카르텔 (1990년)
- 왁스웍 (1988년)
- 캠퍼스 맨 (1987년)
- 미녀와 철가면 (1987년)
- 더블 타겟 (1987년)
- 사막의 장고 (1986년)
- 용사의 검 (1984년)
- SAS 산살바도르 (1982년)
- 타잔 - 마일스 오키프 편 (1981년)